# Jesús Navarro (cantante)
Jesús Alberto Navarro Rosas (Mexicali, Baja California 9 de julio de 1986), conocido como Jesús Navarro, es un cantante y compositor mexicano. Musicalmente, se ha desempeñado como vocalista principal de la banda de pop mexicana Reik.

## Biografía y carrera

### 1986-2005: primeros años
Jesús nació el 9 de julio de 1986 en Mexicali, México. Comenzó a cantar a la edad de seis años en los coros de las iglesias. En el año 2003, formó la banda Reik junto a su amigo de la infancia Julio Ramírez.

### 2005-presente: Reik
Tras la firma del contrato con Sony BMG, el 24 de mayo de 2005 lanzan al mercado su álbum homónimo debut Reik, producido por Abelardo Vázquez y coproducido por Kiko Cibrián. El disco contiene once temas donde predominó el pop y las baladas, para su promoción, se lanzó su primer sencillo  «Yo quisiera».
El 12 de diciembre de 2006, se estrenó Secuencia, el segundo material discográfico de la banda, para este nuevo disco se sumergen en el español e inglés, con toques de pop clásico, rock pop y alternativo. Fue grabado a mediados de 2006. El 30 de septiembre de 2008 lanzan al mercado su tercera producción discográfica titulada Un día más del cual se desprende su primer sencillo «Inolvidable», para el segundo sencillo el grupo regresaría a las baladas con la canción «Fui» y una canción estilo ochentera llamada «No desaparecerá». "Peligro" fue el cuarto álbum de estudio, grabado y mezclado en Sonic Ranch (en el estado de Texas, EE. UU.) por Fabrizio Simoncioni y producido por Kiko Cibrián y Ettore Grenci. 
El 17 de junio de 2016 fue publicado su quinto álbum de estudio Des/Amor. Fue lanzado el 17 de junio de 2016 y producido por Ignacio "Kiko" Cibrian a través de Sony Music México. La portada de dicho álbum tiene como protagonista a una anónima modelo desnuda, que representa todos los temas dados en el disco: Amor, Pasión, Desamor, Ruptura e Infidelidad.
El 31 de mayo de 2019 fue lanzado el sexto álbum de estudio y el octavo en general de la banda. El álbum se caracteriza por la variedad de ritmos entre la balada, el pop y el reguetón. Asimismo, el álbum marca una reinvención en la banda, ya que el mismo incursiona en el género urbano.

### 2012-presente: como solista
En 2012 colaboró junto a la cantante española Beatriz Luengo en el tema «Ley de Newton». Al año siguiente, formó parte del tema «Magia» de la cantante Rosana. En 2014, grabó junto a Matisse y Cristián Castro la canción «La malquerida», tema principal de la telenovela de Televisa del mismo nombre.
En 2016, volvió a grabar con Luengo en el tema «Mas que suerte», además de grabar «Enero» junto a la banda argentina Miranda. En 2018, estrenó con Dvicio y Mau & Ricky el tema «Que tienes tú». El 8 de marzo de 2019, estrenó junto a Natalia Jiménez la canción «Nunca es tarde».

## Discografía

### Con Reik
Álbumes de estudio
- 2005: Reik[15]
- 2006: Secuencia[16]
- 2008: Un día más[17]
- 2011: Peligro[18]
- 2016: Des/Amor[19]
- 2019: Ahora[20]

Álbumes en vivo
- 2006: Sesión metropolitana[21]
- 2013: Reik, en vivo desde el Auditorio Nacional[22]

### Como solista
Colaboraciones
- 2012: «Ley de Newton» (con Beatriz Luengo)[8]
- 2014: «Magia» (con Rosana)[9]
- 2015: «La malquerida» (con Matisse y Cristián Castro)[10]
- 2016: «Mas que suerte» (con Beatriz Luengo)[11]
- 2017: «Enero» (con Miranda)[12]
- 2018: «Que tienes tú» (con Dvicio y Mau & Ricky)[13]
- 2019: «Nunca es tarde» (con Natalia Jiménez)[23][14]
- 2022: «A gritos de esperanza» (con Álex Ubago)

## Filmografía
| Año  | Título        | Papel    | Notas         |
| ---- | ------------- | -------- | ------------- |
| 2021 | La Voz 3      | Él mismo | Juez de canto |
| 2021 | La Voz Kids 5 | Él mismo | Juez de canto |
| 2021 | La Voz Senior | Él mismo | Juez de canto |